# Misa de la Coronación

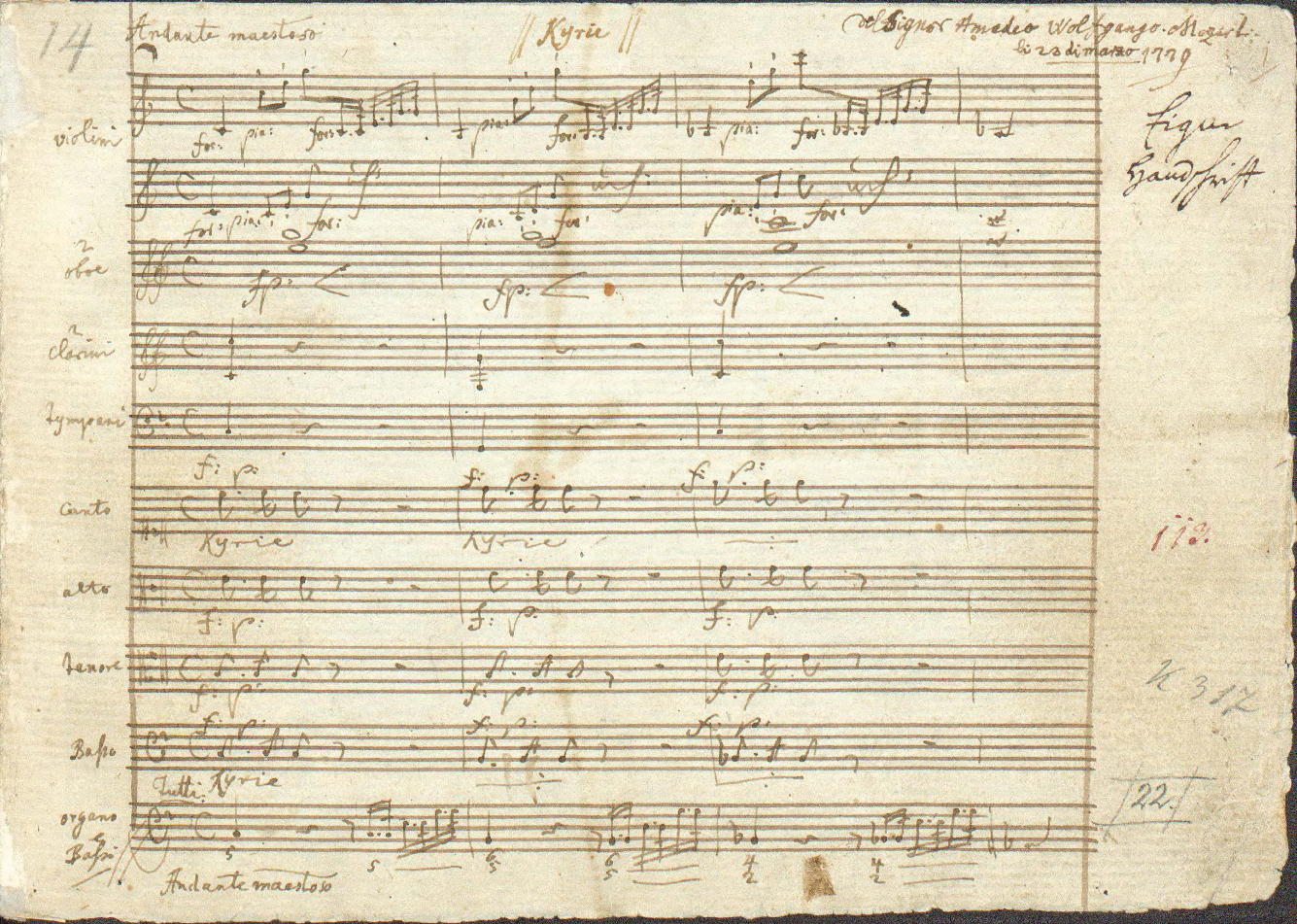
Primera página del manuscrito autógrafo.

La Misa de Coronación para órgano, coro, solistas y orquesta en do mayor (KV 317) es una obra de arte sacro del repertorio clasicista, compuesta por Wolfgang Amadeus Mozart. Se trata de la decimosexta misa escrita por el autor.
Mozart escribió esta misa para las celebraciones de Pascua de marzo de  1779 y, al igual que toda la música compuesta en este periodo, muestra la nueva madurez del compositor. Parece ser que el sobrenombre de esta misa se debe a que se interpretó en Viena durante las celebraciones de la coronación del emperador Francisco II, en 1792.[cita requerida]
Se trata de una obra con orquestación eminentemente sinfónica y llena de mórbidas y bellas melodías. Especial referencia merece el Agnus Dei, que reaparecería años más tarde en el aria "Dove sono", cantada por la Condesa de Almaviva, en Las bodas de Fígaro (1785-1786), hecho que ha dado pábulo a considerar las obras religiosas de Mozart como eminentemente operísticas. El deseo de unidad y cohesión interna aparece explícito en el hecho de que Mozart haya empleado el mismo tema del Kyrie inicial para las palabras finales del texto litúrgico "Dona nobis pacem".[cita requerida]
La misa está en la tonalidad de do mayor, escrita para solistas (soprano, alto, tenor y bajo), coro, órgano y orquesta: 2 oboes, 2 trompas, 2 trompetas, 3 trombones, timbales, violines I-II y bajos (violonchelos, contrabajos y fagotes).[cita requerida]

## Estructura y contenido
- El Kyrie empieza sin preámbulo orquestal, con el Andante maestoso. Mozart obedece, pues, al precepto de la economía y construye un digno pórtico a través de la triple llamada. Tras los solemnes interludios de ritmo punteado, los solistas, desviándose hacia la tonalidad menor, entonan el Christe eleison.

- De modo análogo, se inicia el Gloria. Mozart reparte el texto entre las partes solistas desde Domine Deus. Más adelante, recurre a una especie de estilo de motete (Miserere, Suscipe), con breves imitaciones previas. Tu solus Altissimus impone a la soprano las notas más agudas; Jesu Christe, las más graves. Esto, como también el fugato, que empieza con los solos, pertenece al vocabulario tradicional de la exégesis.

- El Credo se interpretaba después de la prédica, con un preludio orquestal de sólo cuatro compases y la declamación homófona de las sílabas. Vigorosos acentos forte-piano subrayan las palabras Dominum Jesum Christum, líneas descendentes describen el Descendit de caelis y Et incarnatus est. Sigue el Crucifixus, con contaminaciones armónicas, y un vacilante Et sepultus est. Et resurrexit refleja la Resurrección y Et unam sanctam ecclesiam se aferra al do mayor, que es la tónica de la misa.

- El Sanctus es conciso; la mención del Cielo (in excelsis) induce a Mozart a componer extensas modulaciones cantadas sin texto.

- El Benedictus, que forma parte en realidad del Hosanna, fue separado de éste y musicalizado tras su conversión, mientras se continuaba rezando el misal en silencio. El compositor tuvo aquí más tiempo disponible. Mozart empieza por escribir el preludio para cuerdas, de ocho compases, y una parte expresiva para solistas. También se toma su tiempo con el Agnus Dei, inventando un aria para soprano, muy intimista, que guarda similitud con Dove sono i bei momenti, de Las bodas de Fígaro. A partir de allí, empieza el Dona nobis pacem, con un préstamo del Kyrie.[cita requerida]